# Арасаи
Арасаи (порт. Araçaí) — муниципалитет в Бразилии, входит в штат Минас-Жерайс. Составная часть мезорегиона Агломерация Белу-Оризонти. Входит в экономико-статистический микрорегион Сети-Лагоас. Население составляет 2268 человек на 2006 год. Занимает площадь 185,764 км². Плотность населения — 12,2 чел./км².
Праздник города — 1 марта.

## История
Город основан 1 марта 1962 года. 

## Статистика
- Валовой внутренний продукт на 2003 год составляет 9 171 949,00 реалов (данные: Бразильский институт географии и статистики).
- Валовой внутренний продукт на душу населения на 2003 год составляет 4146,45 реалов (данные: Бразильский институт географии и статистики).
- Индекс развития человеческого потенциала на 2000 год составляет 0,748 (данные: Программа развития ООН).